# Елеонора от Прусия
Елеонора от Прусия (на немски: Eleonore von Preußen, * 21 август 1583 в Кьонигсберг, † 9 април 1607 в Кьолн, Берлин) от династията Хоенцолерн е принцеса от херцогство Прусия и чрез женитба курфюрстиня на Бранденбург.
Тя е четвъртата дъщеря на Албрехт Фридрих (1553–1618) херцог на Прусия и съпругата му Мария Елеонора от Юлих-Клеве-Берг (1550–1608), най-възрастната дъщеря на херцог Вилхелм Богатия от Юлих-Клеве-Берг и Мария фон Хабсбург, дъщеря на император Фердинанд I.
Елеонора се омъжва на 2 ноември 1603 г. в Берлин за Йоахим Фридрих от Бранденбург (1546–1608) от фамилията Хоенцолерн, курфюрст на Бранденбург и от 1603 г. администратор на херцогство Прусия. Тя е втората му съпруга. Двамата имат една дъщеря:
- Мария Елеонора (1607 – 1675)

⚭ 1631 пфалцграф Лудвиг Филип фон Зимерн (1602 – 1655)
Курфюрстинята умира на 24 години след раждането на единственото си дете. Елеонора е погребана на 26 април 1607 г. в гробницата на Хоенцолерните в Берлинската катедрала.